# Polydactylus microstomus
Polydactylus microstomus е вид бодлоперка от семейство Polynemidae. Видът не е застрашен от изчезване.

## Разпространение и местообитание
Разпространен е в Индия, Индонезия, Мианмар, Нова Каледония, Папуа Нова Гвинея, Провинции в КНР, Тайван, Тайланд, Филипини и Шри Ланка.
Среща се на дълбочина от 1 до 55 m, при температура на водата около 27,5 °C и соленост 33,5 ‰.

## Описание
На дължина достигат до 25 cm.
Популацията на вида е намаляваща.